# 김제갑 충렬비
김제갑 충렬비(金悌甲 忠烈碑)는 대한민국 강원특별자치도 원주시 행구동, 충렬사에 있다. 2012년 4월 26일 원주시의 향토문화유산 제2012-1호로 지정되었다.

## 지정 사유
충렬사의 역사를 입증하는 김제갑 원주목사 충렬비는 행구동 충렬사 경내에 있으며 1592년 임진왜란 당시 원주 영원산성에서 순국한 김제갑 원주목사의 충렬비로 영원산성 전투와 김제갑 원주목사의 생애 및 업적이 기록돼 있다.

## 같이 보기
- 김제갑
- 원주 충렬사 - 원주시 향토문화유산 제2009-1호
- 원주 영원산성 - 사적 제447호